# Chamarri Conner
Chamarri Elijah Conner (Jacksonville, 11 luglio 2000) è un giocatore di football americano statunitense che milita nel ruolo di safety per i Kansas City Chiefs della National Football League (NFL).

## Carriera
Al college Conner giocò a football a Virginia Tech. Fu scelto nel corso del quarto giro (119º assoluto) del Draft NFL 2023 dai Kansas City Chiefs. Debuttò come professionista partendo come titolare nella gara del primo turno contro i Detroit Lions mettendo a segno un tackle. La sua prima stagione regolare si chiuse con 36 placcaggi e un intercetto disputando tutte le 17 partite, di cui 7 come titolare. A fine anno vinse il Super Bowl LVIII contro i San Francisco 49ers mettendo a segno 2 tackle nella finalissima.

## Palmarès
- Super Bowl : 1

Kansas City Chiefs: LVIII
- National Football Conference Championship: 1

Kansas City Chiefs: 2023